# Oregmopyga neglecta
Oregmopyga neglecta är en insektsart som först beskrevs av Cockerell 1895.  Oregmopyga neglecta ingår i släktet Oregmopyga och familjen filtsköldlöss. Inga underarter finns listade i Catalogue of Life.